# Norfolcioconcha inimica
Norfolcioconcha inimica är en snäckart som beskrevs av Tom Iredale 1945. Norfolcioconcha inimica ingår i släktet Norfolcioconcha och familjen Charopidae. Inga underarter finns listade i Catalogue of Life.